# Harry Reeves
Harry Reeves (9 febbraio 1906 – 1º febbraio 1971) è stato un animatore e sceneggiatore statunitense noto per la sceneggiatura con Ralph Wright per El Gaucho Goofy (sequenza diretta da Jack Kinney per Saludos Amigos, 1943), Cenerentola (1950).

## Biografia
Reeves ha iniziato alla Disney come animatore nel 1931 nella serie Silly Symphonies nei team di apprendimento, ma è cambiato regolarmente, da quello di Ben Sharpsteen a quello di David Hand e viceversa. Ha lavorato a questa serie fino al 1933.
Nel 1938 , si unì al team di scrittori della serie di Paperino e Pluto.

## Filmografia

### Sceneggiatore
- Paperino e il diavolo (1938)
- Paperino e i boy scouts (1938)
- Un giorno fortunato (1939)
- Paperino a caccia di autografi (1939)
- Paperino e l'appuntamento (1940)
- Paperino: operazione neve (1942)
- Paperino sotto le armi (1942)
- Saludos Amigos (1942)
- Pronto soccorso (1944)
- Una lunga giornata di lavoro (1945)
- Pluto il casanova (1945)
- Pluto babysitter (1945)
- Il cucciolo traviato (1946)
- Pluto salva la città (1946)
- I cacciatori cacciati (1946)
- Il cucciolo rapito (1946)
- Una pelliccia d'orso vivo (1946)
- Paperino guardiano del faro (1946)
- Bongo e i tre avventurieri (1947)
- Lo scrigno delle sette perle (1948)
- Le avventure di Ichabod e Mr. Toad (1949)
- Battaglia tra i giocattoli (1949)
- Cenerentola (1950)